# .ch
.ch ist die länderspezifische Top-Level-Domain (ccTLD) der Schweiz. Sie existiert seit dem 20. Mai 1987 und wird von der Organisation SWITCH verwaltet. Die Abkürzung CH steht für den lateinischen Namen der Schweiz, Confoederatio Helvetica.

## Geschichte
Bernhard Plattner holte die .ch-Domain 1987 in die Schweiz. Kurz darauf übertrug er sie an die SWITCH Stiftung, die damals noch in ihren Anfängen war. Die offizielle Gründung von SWITCH war dann am 22. Oktober 1987, sie war von da an zuständig, die .ch-Domain zu verwalten. Nachdem die Rechennetze von SWITCH aufgebaut und die Universitäten ans Netz angeschlossen waren, wurde angefangen, Anträge von Firmen anzunehmen. Privatpersonen waren nicht vorgesehen.
Die ersten drei registrierten Schweizer Internetadressen waren cern.ch, ethz.ch und switch.ch. Im späten 1991 wurde die Adresse .ch ins 'Root DNS' eingetragen und war so, ab sofort, von überall auf der Welt zugänglich. 2001 erhielt das BAKOM die Genehmigung, .ch-Domains zu vergeben. Da SWITCH zwischenzeitlich ihm unterstellt ist, wurde es so die einzige Registrierungsstelle der Schweiz. 2002 wurde die Verwaltung von .ch verstaatlicht.

## Eigenschaften
Die ersten drei registrierten Schweizer Internetadressen waren cern.ch, ethz.ch und switch.ch. Eine .ch-Domain darf zwischen drei und 63 Zeichen lang sein (mit Ausnahme der offiziellen Seiten der Schweizer Kantone mit nur zwei Zeichen, welche die jeweiligen Kantonskürzel sind). Domains mit Umlauten und andere internationalisierte Domainnamen sind möglich. Für die Registrierung, die in der Regel 48 Stunden dauert, benötigen Privatpersonen und Unternehmen keinen Sitz in der Schweiz.
Seit dem Jahr 2010 werden .ch-Domains, die mit Schadsoftware infiziert sind, konsequent abgeschaltet. Inhaber einer Domain haben bei Feststellung eines Problems nur 24 Stunden Zeit, zu reagieren und die Malware selbst zu entfernen. Seit einiger Zeit behält sich die Vergabestelle ausdrücklich vor, missbräuchlich verwendete Domains zu entziehen.
Seit dem 1. Januar 2015 vergibt SWITCH keine Domains mehr. Ausserdem müssen alte Domains zu anderen Anbietern transferiert werden.

## Kritik
Die Vergabestelle SWITCH stand lange Zeit in der Kritik, da sie sowohl als Domain-Registry als auch als Domain-Registrar auftrat. Zahlreiche Schweizer Hoster haben dieses Vorgehen kritisiert, da die hauseigene Tochtergesellschaft switchplus unweigerlich bessere Konditionen als der Wettbewerb erhalten würde. Der Streit zog zahlreiche Gerichtsverfahren nach sich. Der Rechtsstreit über die Rolle von switchplus wurde im September 2012 zugunsten von SWITCH beendet.